# Syndicat des droits civils de la police et des prisons
 (juillet 2023).
Si vous disposez d'ouvrages ou d'articles de référence ou si vous connaissez des sites web de qualité traitant du thème abordé ici, merci de compléter l'article en donnant les références utiles à sa vérifiabilité et en les liant à la section « Notes et références ».
Le Syndicat des droits civils de la police et des prisons (POPCRU) est un syndicat sud-africain créé en 1989 représentant les policiers, les agents de la circulation et les agents de correction. Il compte environ 120 000 membres.

## Histoire
Le 5 septembre 1989, un groupe d'officiers noirs de la police sud-africaine contestent les ordres et refusent d'attaquer les manifestants anti-apartheid. En novembre de la même année, certains d'entre eux collaborent avec un groupe de gardiens de prison pour fonder POPCRU. Les nouveaux syndicats ne parviennent pas à obtenir une reconnaissance car nombreux de leurs dirigeants ont été licenciés ou emprisonnés. En 1993, ils obtiennent finalement la reconnaissance.
Le syndicat est affilié au Congrès des syndicats sud-africains (COSATU).

## Direction

### Secrétaires généraux
- Jacob Tsumane
- Années 2000 : Abbaye Witbooi
- 2007 : Nathi Theledi

### Présidents
- 1989 : Grégory Rockman
- Années 1990 : Johnny Jansen
- 1996 : Zizamele Cebekhulu